# Windsor (Carolina do Norte)
Windsor é uma cidade  localizada no estado norte-americano de Carolina do Norte, no Condado de Bertie.

## Demografia
Segundo o censo norte-americano de 2000, a sua população era de 2283 habitantes.
Em 2006, foi estimada uma população de 2191, um decréscimo de 92 (-4.0%).

## Geografia
De acordo com o United States Census Bureau tem uma área de
6,4 km², dos quais 6,4 km² cobertos por terra e 0,0 km² cobertos por água.

## Localidades na vizinhança
O diagrama seguinte representa as localidades num raio de 24 km ao redor de Windsor.